# Toszek (gmina)

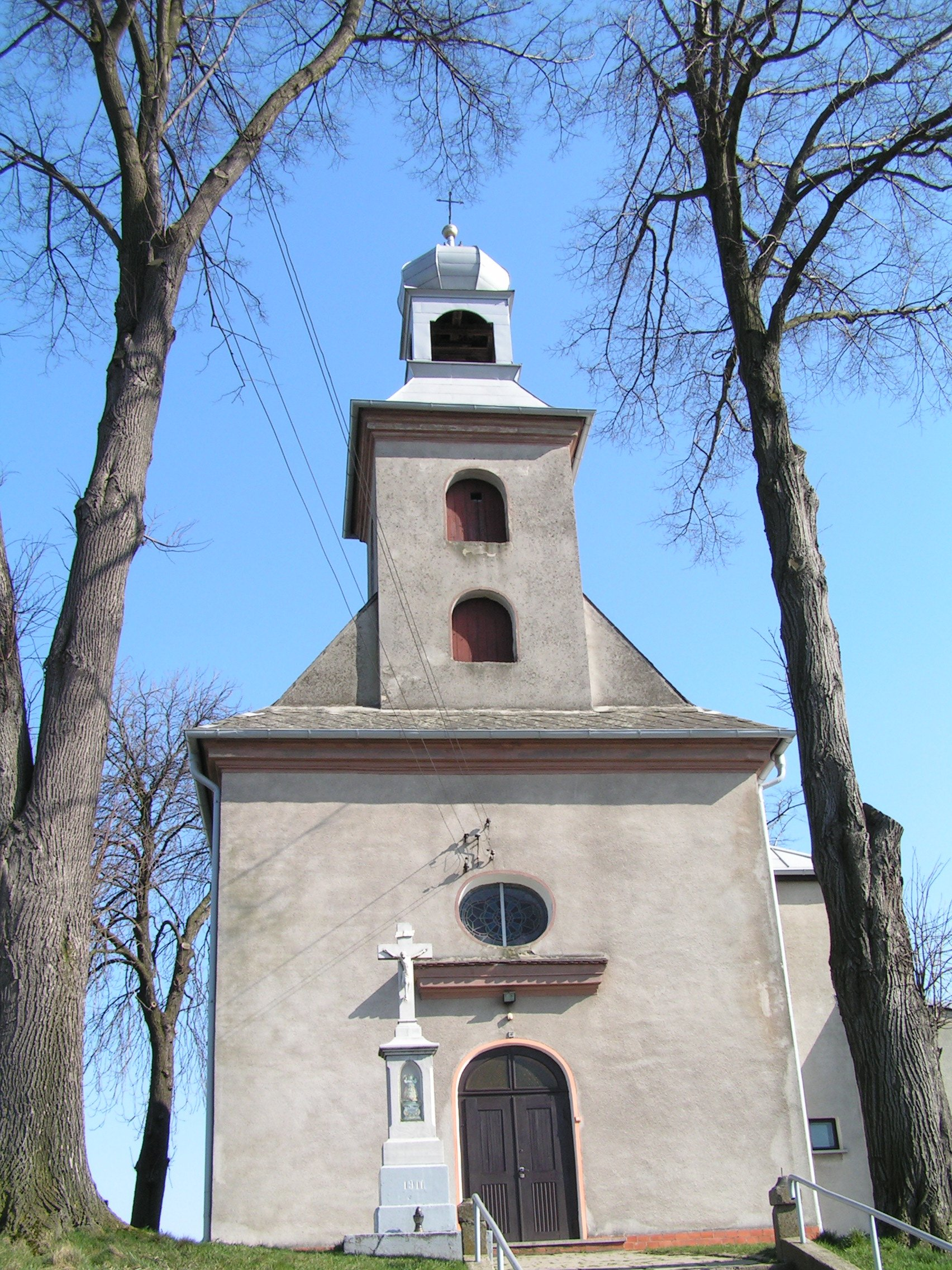
Ligota Toszecka – kościół filialny

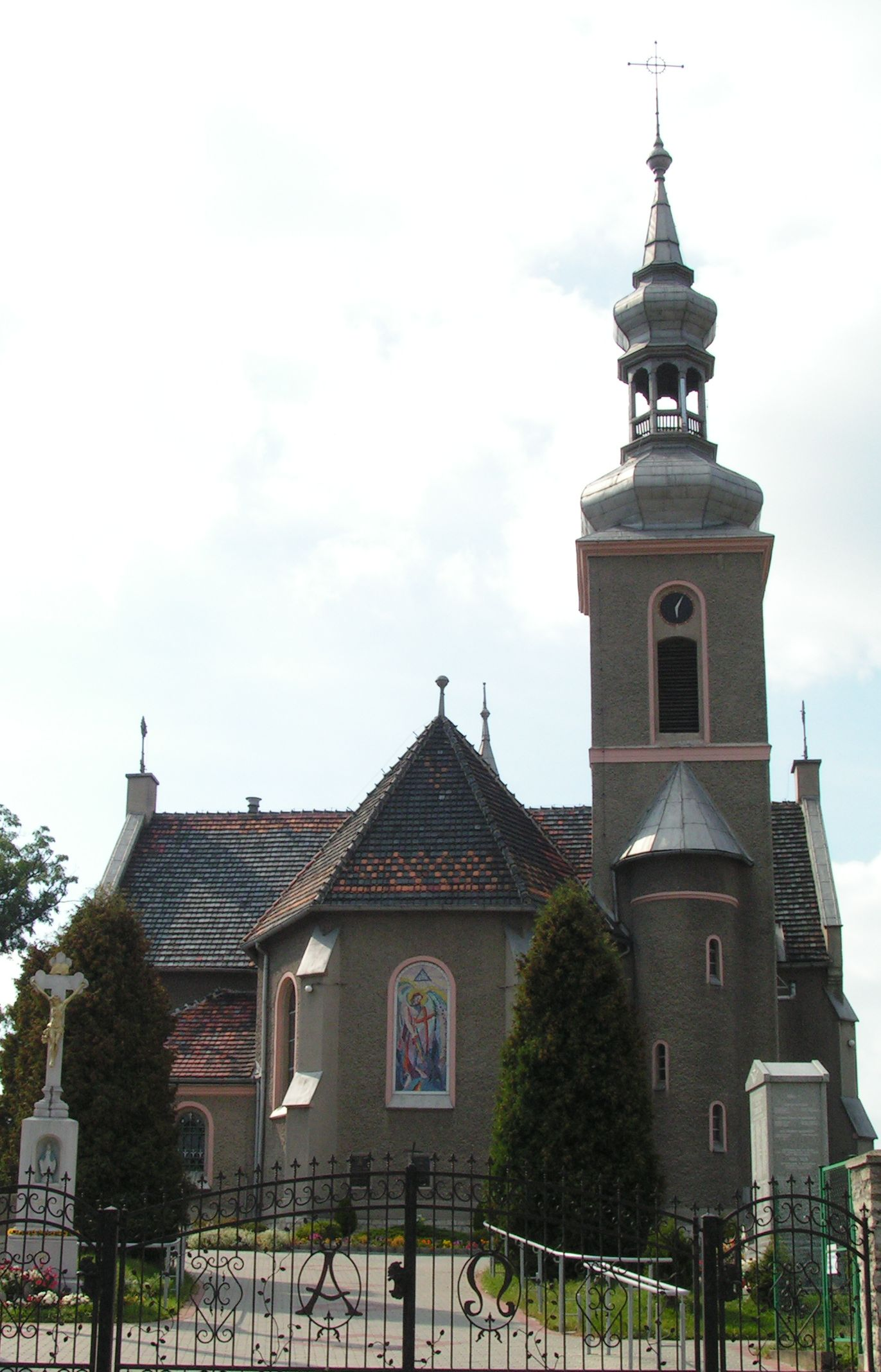
Kotulin – kościół św. Michała Archanioła

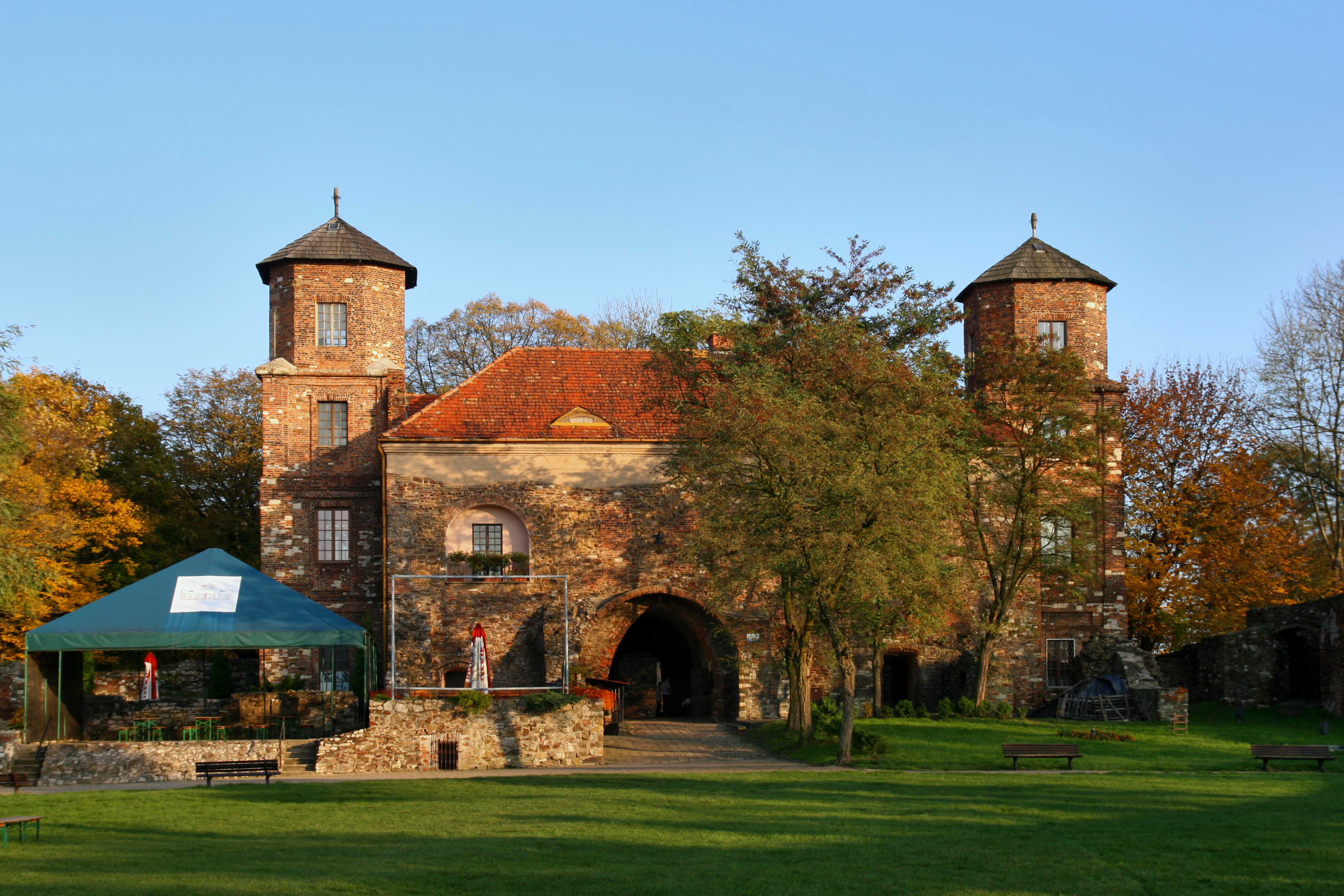
Toszek – Zamek

Toszek (niem. Gemeinde Tost)(daw. gmina Toszek-Wieś) – gmina miejsko-wiejska w Polsce położona w województwie śląskim, w powiecie gliwickim. W latach 1975–1998 gmina administracyjnie należała do województwa katowickiego.
Siedziba gminy to Toszek.
Według danych z 31 grudnia 2017 roku gminę zamieszkiwało 9426 osób.

## Historia
Gmina zbiorowa Toszek-Wieś powstała po II wojnie światowej (w grudniu 1945) w powiecie gliwickim na terenie tzw. Ziem Zachodnich (tzw. I okręg administracyjny – Śląsk Opolski), powierzonym 18 marca 1945 administracji wojewody śląskiego, a z dniem 28 czerwca 1946 przyłączonym do woj. śląskiego (śląsko-dąbrowskiego).
Według stanu z 1 stycznia 1946 gmina składała się z 11 gromad: Boguszyce, Kotliszowice, Kotulin (miejscowości Kotulin i Skały), Ligota Toszeccka, Paczyna, Paczynka, Pawłowice, Płużniczka, Pisarzowice, Sarnów i Wilkowiczki (miejscowości Wilkowiczki i Łączki). 6 lipca 1950 zmieniono nazwę woj. śląskiego na katowickie, a 9 marca 1953 kolejno na stalinogrodzkie. Według stanu z 1 lipca 1952 gmina składała się z 11 gromad: Boguszyce, Kotliszowice, Kotulin, Ligota Toszeccka, Paczyna, Paczynka, Pawłowice, Pisarzowice, Płużnica Mała, Sarnów i Wilkowiczki. Gmina została zniesiona 29 września 1954 wraz z reformą wprowadzającą gromady w miejsce gmin.
Jednostkę reaktywowano 1 stycznia 1973 w tymże powiecie i województwie. W jej skład weszły obszary 14 sołectw: Boguszyce, Ciochowice, Kotliszowice, Kotulin, Ligota Toszecka, Paczyna, Paczynka, Pawłowice, Pisarzowice, Płużniczka, Pniów, Proboszczowice, Sarnów i Wilkowiczki.
1 czerwca 1975 gmina weszła w skład nowo utworzonego (mniejszego) woj. katowickiego (zniesienie powiatów).
15 marca 1984 miejscowość Mikuszowina z sołectwa Paczynka (98,76 ha) włączono do Pyskowic.
1 stycznia 1992 miasto i gminę Toszek połączono w jedną gminę miejsko-wiejską.
Od 1999 w woj. śląskim, ponownie w powiecie gliwickim.

## Położenie
Gmina jest położona w północno-zachodniej części powiatu gliwickiego i sąsiaduje z miastem:
- Pyskowice

oraz gminami:
- Rudziniec, Wielowieś (powiat gliwicki)
- Strzelce Opolskie, Ujazd (powiat strzelecki)
- Zbrosławice (powiat tarnogórski)

## Miejscowości
Miejscowości leżące na terenie gminy Toszek:
Miasta
- Toszek (siedziba gminy)

Sołeckie
- Boguszyce
- Ciochowice
- Kotliszowice
- Kotulin
- Ligota Toszecka
- Paczyna
- Paczynka
- Pawłowice
- Pisarzowice
- Płużniczka
- Pniów
- Proboszczowice
- Sarnów
- Wilkowiczki.

Niesołeckie
- Bliziec
- Brzezina
- Grabina
- Grabów
- Kopanina
- Kotulinek (Kotulin Mały)
- Wilkowiczki-Las
- Laura
- Łączki
- Nakło
- Paczynka (osada)
- Skały
- Srocza Góra
- Szklarnia
- Wrzosy
- Zalesie

## Powierzchnia
Według danych z roku 2002 gmina Toszek ma obszar 98,53 km², w tym:
- użytki rolne: 74%
- użytki leśne: 18%

Gmina stanowi 14,85% powierzchni powiatu.

## Demografia

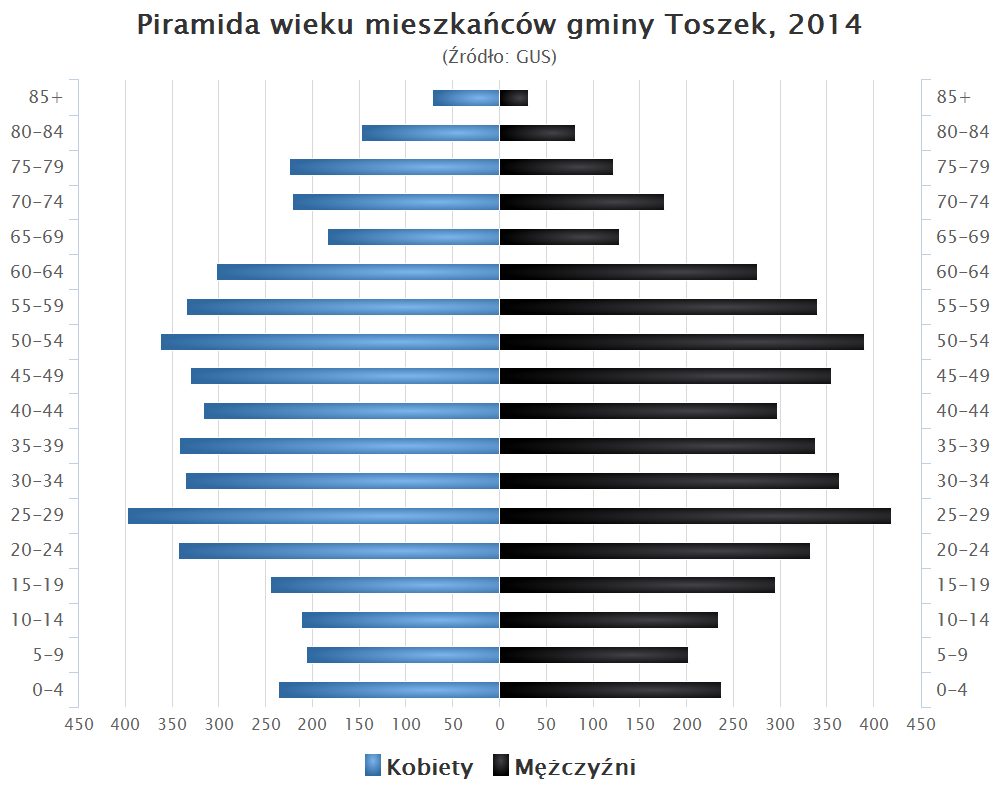
Piramida wieku mieszkańców gminy Toszek w 2014 roku

Dane z 30 czerwca 2004:
| Opis                              | Ogółem | Ogółem | Kobiety | Kobiety | Mężczyźni | Mężczyźni |
| --------------------------------- | ------ | ------ | ------- | ------- | --------- | --------- |
| jednostka                         | osób   | %      | osób    | %       | osób      | %         |
| populacja                         | 10 547 | 100    | 5435    | 51,5    | 5112      | 48,5      |
| gęstość zaludnienia (mieszk./km²) | 107    | 107    | 55,2    | 55,2    | 51,9      | 51,9      |

W Narodowym Spisie Powszechnym Ludności i Mieszkań z 2002 r. 8,95% mieszkańców gminy zadeklarowała narodowość niemiecką, natomiast 5,69% mieszkańców – narodowość śląską. W 2011 roku 10,3% mieszkańców zadeklarowało się jako Niemcy.

## Edukacja
Gmina Toszek posiada sieć publicznych placówek oświatowych składającą się z przedszkola, czterech szkół podstawowych oraz gimnazjum.
Przedszkola:
- Przedszkole w Toszku

Szkoły podstawowe:
- Szkoła Podstawowa w Kotulinie
- Szkoła Podstawowa w Pniowie
- Szkoła Podstawowa w Paczynie
- Szkoła Podstawowa im. Gustawa Morcinka w Toszku

Gimnazja:
- Gimnazjum w Toszku

## Turystyka
Przez gminę przebiegają następujące szlaki turystyczne:
- – Szlak Powstańców Śląskich
- – Szlak Okrężny Wokół Gliwic
- – Szlak Stulecia Turystyki

## Transport

### Drogowy
Przez gminę Toszek przechodzi droga wojewódzka i krajowa.
Drogi wojewódzkie:
- 907

Drogi krajowe:
- 94

### Zbiorowy
Organizatorem transportu zbiorowego w Toszku (od 2014r.) jest Międzygminny Związek Komunikacji Pasażerskiej w Tarnowskich Górach.
Na transport publiczny w Toszku składa się 6 linii autobusowych: 203, 204, 205, 206, 207 i 208. 
Do Toszka docierają także linie dowozowe do Gliwic kursujące na zlecenie Urzędu Gminy Rudziniec obsługiwane przez prywatnego przewoźnika.
Możliwy jest dojazd pociągiem, kursującym na linii Gliwice–Wrocław; dworzec kolejowy mieści się przy ulicy Dworcowej.